# Anders Pedersen
Anders Otto Pedersen (ur. 16 grudnia 1899 w Kopenhadze, zm. 28 kwietnia 1966 tamże) – duński bokser wagi muszej. W 1920 roku na Letnich Igrzyskach Olimpijskich w Antwerpii zdobył srebrny medal, przegrywając w finale z Frankiem di Genaro. W latach 1921–1935 stoczył 37 walk zawodowych nie odnosząc poważniejszych sukcesów.